# 2. ŽNL Osječko-baranjska NS Osijek 2015./16.
Ligu je osvojio NK Vitez '92 Antunovac, ali u kvalifikacijama za 1. ŽNL Osječko-baranjsku nije uspio izboriti plasman u viši rang. Iz lige je u 3. ŽNL Osječko-baranjsku ispao NK Sarvaš.

## Tablica
| Mj. | Klub                   | Sus. | Pobj. | Ner. | Por. | GR.   | Bod. |
| --- | ---------------------- | ---- | ----- | ---- | ---- | ----- | ---- |
| 1.  | NK Vitez '92 Antunovac | 22   | 13    | 7    | 2    | 53:26 | 46   |
| 2.  | NK Slavonija Ivanovac  | 22   | 14    | 4    | 4    | 54:18 | 46   |
| 3.  | NK Radnik Josipovac    | 22   | 10    | 6    | 6    | 52:29 | 36   |
| 4.  | NK Klas Čepin          | 22   | 10    | 6    | 6    | 53:40 | 36   |
| 5.  | NK Šubić Vuka          | 22   | 10    | 2    | 10   | 43:49 | 32   |
| 6.  | NK Dunav Dalj          | 22   | 10    | 2    | 10   | 34:42 | 32   |
| 7.  | NK Sloga Ernestinovo   | 22   | 9     | 4    | 9    | 45:41 | 31   |
| 8.  | NK LIO Osijek          | 22   | 9     | 4    | 9    | 37:38 | 31   |
| 9.  | NK BSK Beketinci       | 22   | 8     | 4    | 10   | 34:40 | 28   |
| 10. | NK Brijest             | 22   | 6     | 6    | 10   | 37:42 | 24   |
| 11. | NK Erdut               | 22   | 4     | 3    | 15   | 28:64 | 15   |
| 12. | NK Sarvaš              | 22   | 3     | 4    | 15   | 18:59 | 13   |

## Rezultati
| NK Radnik Josipovac - NK Brijest 3:2 NK Klas Čepin - NK Dunav Dalj 4:3 NK BSK Beketinci - NK LIO Osijek 2:1 NK Sarvaš - NK Slavonija Ivanovac 0:3 NK Sloga Ernestinovo - NK Šubić Vuka 2:1 NK Vitez '92 Antunovac - NK Erdut 4:1 | NK Brijest - NK Erdut 5:0 NK Šubić Vuka - NK Vitez '92 Antunovac 2:2 NK Slavonija Ivanovac - NK Sloga Ernestinovo 1:0 NK LIO Osijek - NK Sarvaš 5:0 NK Dunav Dalj - NK BSK Beketinci 1:3 NK Radnik Josipovac - NK Klas Čepin 7:0 | NK Klas Čepin - NK Brijest 3:3 NK BSK Beketinci - NK Radnik Josipovac 0:3 NK Sarvaš - NK Dunav Dalj 1:2 NK Sloga Ernestinovo - NK LIO Osijek 2:3 NK Vitez '92 Antunovac - NK Slavonija Ivanovac 2:2 NK Erdut - NK Šubić Vuka 2:4 |
| NK Brijest - NK Šubić Vuka 1:2 NK Slavonija Ivanovac - NK Erdut 7:3 NK LIO Osijek - NK Vitez '92 Antunovac 2:2 NK Dunav Dalj - NK Sloga Ernestinovo 3:0 NK Radnik Josipovac - NK Sarvaš 3:0 NK Klas Čepin - NK BSK Beketinci 2:0 | NK BSK Beketinci - NK Brijest 1:1 NK Sarvaš - NK Klas Čepin 0:1 NK Sloga Ernestinovo - NK Radnik Josipovac 0:4 NK Vitez '92 Antunovac - NK Dunav Dalj 3:2 NK Erdut - NK LIO Osijek 0:3 NK Šubić Vuka - NK Slavonija Ivanovac 0:6 | NK Brijest - NK Slavonija Ivanovac 1:1 NK LIO Osijek - NK Šubić Vuka 1:3 NK Dunav Dalj - NK Erdut 3:8 NK Radnik Josipovac - NK Vitez '92 Antunovac 0:2 NK Klas Čepin - NK Sloga Ernestinovo 6:0 NK BSK Beketinci - NK Sarvaš 5:2 |
| NK Sarvaš - NK Brijest 1:2 NK Sloga Ernestinovo - NK BSK Beketinci 2:0 NK Vitez '92 Antunovac - NK Klas Čepin 2:1 NK Erdut - NK Radnik Josipovac 1:2 NK Šubić Vuka - NK Dunav Dalj 5:0 NK Slavonija Ivanovac - NK LIO Osijek 0:1 | NK Brijest - NK LIO Osijek 2:3 NK Dunav Dalj - NK Slavonija Ivanovac 1:3 NK Radnik Josipovac - NK Šubić Vuka 0:1 NK Klas Čepin - NK Erdut 7:2 NK BSK Beketinci - NK Vitez '92 Antunovac 2:2 NK Sarvaš - NK Sloga Ernestinovo 1:8 | NK Sloga Ernestinovo - NK Brijest 0:0 NK Vitez '92 Antunovac - NK Sarvaš 5:0 NK Erdut - NK BSK Beketinci 1:5 NK Šubić Vuka - NK Klas Čepin 1:1 NK Slavonija Ivanovac - NK Radnik Josipovac 5:1 NK LIO Osijek - NK Dunav Dalj 2:1 |
| NK Brijest - NK Dunav Dalj 2:0 NK Radnik Josipovac - NK LIO Osijek 4:0 NK Klas Čepin - NK Slavonija Ivanovac 1:2 NK BSK Beketinci - NK Šubić Vuka 2:1 NK Sarvaš - NK Erdut 0:0 NK Sloga Ernestinovo - NK Vitez '92 Antunovac 2:1 | NK Vitez '92 Antunovac - NK Brijest 2:1 NK Erdut - NK Sloga Ernestinovo 2:6 NK Šubić Vuka - NK Sarvaš 2:5 NK Slavonija Ivanovac - NK BSK Beketinci 1:0 NK LIO Osijek - NK Klas Čepin 2:2 NK Dunav Dalj - NK Radnik Josipovac 0:3 | NK Brijest - NK Radnik Josipovac 4:3 NK Dunav Dalj - NK Klas Čepin 2:0 NK LIO Osijek - NK BSK Beketinci 0:0 NK Slavonija Ivanovac - NK Sarvaš 2:0 NK Šubić Vuka - NK Sloga Ernestinovo 2:3 NK Erdut - NK Vitez '92 Antunovac 2:0 |
| NK Erdut - NK Brijest 1:1 NK Vitez '92 Antunovac - NK Šubić Vuka 3:0 NK Sloga Ernestinovo - NK Slavonija Ivanovac 1:1 NK Sarvaš - NK LIO Osijek 0:0 NK BSK Beketinci - NK Dunav Dalj 1:2 NK Klas Čepin - NK Radnik Josipovac 2:2 | NK Brijest - NK Klas Čepin 1:3 NK Radnik Josipovac - NK BSK Beketinci 7:1 NK Dunav Dalj - NK Sarvaš 3:0 NK LIO Osijek - NK Sloga Ernestinovo 1:3 NK Slavonija Ivanovac - NK Vitez '92 Antunovac 0:1 NK Šubić Vuka - NK Erdut 2:3 | NK Šubić Vuka - NK Brijest 1:0 NK Erdut - NK Slavonija Ivanovac 1:0 NK Vitez '92 Antunovac - NK LIO Osijek 2:1 NK Sloga Ernestinovo - NK Dunav Dalj 0:2 NK Sarvaš - NK Radnik Josipovac 1:1 NK BSK Beketinci - NK Klas Čepin 2:1 |
| NK Brijest - NK BSK Beketinci 2:3 NK Klas Čepin - NK Sarvaš 1:1 NK Radnik Josipovac - NK Sloga Ernestinovo 1:1 NK Dunav Dalj - NK Vitez '92 Antunovac 0:0 NK LIO Osijek - NK Erdut 1:0 NK Slavonija Ivanovac - NK Šubić Vuka 6:0 | NK Slavonija Ivanovac - NK Brijest 2:2 NK Šubić Vuka - NK LIO Osijek 5:2 NK Erdut - NK Dunav Dalj 0:2 NK Vitez '92 Antunovac - NK Radnik Josipovac 1:1 NK Sloga Ernestinovo - NK Klas Čepin 1:5 NK Sarvaš - NK BSK Beketinci 2:1 | NK Brijest - NK Sarvaš 3:0 NK BSK Beketinci - NK Sloga Ernestinovo 1:1 NK Klas Čepin - NK Vitez '92 Antunovac 3:3 NK Radnik Josipovac - NK Erdut 1:1 NK Dunav Dalj - NK Šubić Vuka 1:0 NK LIO Osijek - NK Slavonija Ivanovac 2:0 |
| NK LIO Osijek - NK Brijest 5:1 NK Slavonija Ivanovac - NK Dunav Dalj 4:0 NK Šubić Vuka - NK Radnik Josipovac 2:1 NK Erdut - NK Klas Čepin 0:2 NK Vitez '92 Antunovac - NK BSK Beketinci 3:1 NK Sloga Ernestinovo - NK Sarvaš 5:1 | NK Brijest - NK Sloga Ernestinovo 2:0 NK Sarvaš - NK Vitez '92 Antunovac 1:4 NK BSK Beketinci - NK Erdut 2:0 NK Klas Čepin - NK Šubić Vuka 5:3 NK Radnik Josipovac - NK Slavonija Ivanovac 0:3 NK Dunav Dalj - NK LIO Osijek 3:1 | NK Dunav Dalj - NK Brijest 2:1 NK LIO Osijek - NK Radnik Josipovac 1:4 NK Slavonija Ivanovac - NK Klas Čepin 3:1 NK Šubić Vuka - NK BSK Beketinci 3:2 NK Erdut - NK Sarvaš 0:1 NK Vitez '92 Antunovac - NK Sloga Ernestinovo 3:2 |
| NK Brijest - NK Vitez '92 Antunovac 0:6 NK Sloga Ernestinovo - NK Erdut 6:0 NK Sarvaš - NK Šubić Vuka 1:3 NK BSK Beketinci - NK Slavonija Ivanovac 0:2 NK Klas Čepin - NK LIO Osijek 2:0 NK Radnik Josipovac - NK Dunav Dalj 1:1 | | |

## Kvalifikacije za 1. ŽNL Osječko-baranjsku
5. lipnja 2016.: NK Hajduk Popovac - NK Vitez '92 Antunovac 4:1
10. lipnja 2016.: NK Vitez '92 Antunovac - NK Hajduk Popovac 1:1
U 1. ŽNL Osječko-baranjsku se plasirao NK Hajduk Popovac.